# بطولة باوليستا 2018
بطولة باوليستا 2018 هو الموسم 117 من بطولة باوليستا. أشرف على تنظيمه اتحاد باوليستا لكرة القدم ‏، وكان عدد الأندية المشاركة فيه 16، وفاز فيه نادي كورينثيانز.